# Grób rodziny Reichstalów
Grób rodziny Reichstalów – powieść Zygmunta Krasińskiego z 1828, nosząca podtytuł: Powieść oryginalna z dziejów wojny trzydziestoletniej.

## O powieści
Powieść powstała w 1828 i została opublikowana w tym samym roku w Rozmaitościach Warszawskich. W centrum powieści stoi bajroniczny zbrodniarz, a głównym tematem jest zemsta. Bohaterowi młodego autora brakuje jednak wewnętrznej motywacji bohaterów Byrona. Godzi się on z rzeczywistością i załatwia swoje porachunki osobiste. Nie kieruje się racjami moralnymi, umiłowaniem wolności. Swym działaniem wzmaga tylko krwawy chaos panujący w świecie. Osią konstrukcyjną powieści jest wstrząsająca finałowa scena kulminacyjna. Charaktery pełne są namiętności, ale brak im motywacji. Akcja toczy się dość przypadkowo.
Motta poszczególnych rozdziałów zdradzają wielkie, aczkolwiek bezładne, oczytanie Krasińskiego. Autor korzysta ze wzorów Waltera Scotta (scena ślubu wzorowana na Narzeczonej z Lamermooru), Schillera (wątek, sceneria i rekwizyty zapożyczone z Wallensteina), Mickiewicza (postać Alama Reichstala, wzorowana na Konradzie Wallenrodzie), wreszcie Lewisa i Maturina (sataniczność rodem z Mnicha i Melmotha). Nastrój budowany jest pod wpływem powieści grozy, poczynając od tytułowego grobu z zabalsamowanymi zwłokami po kulminacyjne wyrwanie z dyszącej piersi serca Wallensteina. Dzięki lekturze Scotta Krasiński zwraca uwagę na detale historyczne i lubuje się w efektownych rekwizytach: zamkach, turniejach, pojedynkach.